# Чесноков, Дмитрий Юрьевич (1973)
Дмитрий Юрьевич Чесноко́в (26 апреля 1973 — 14 декабря 2019) — российский футболист, нападающий. Сын Юрия Чеснокова.

## Карьера
В сезоне 1993/94 выступал за немецкий клуб 5-й лиги «Пройссен» (Берлин).
Практически всю карьеру играл за команды Московской области в низших дивизионах России и первенстве КФК — «Титан» Реутов (1994—1996, 1997—1998), «Сатурн»-2 Раменское (1999), «Витязь» Подольск (2000—2005, 2007), «ЗиО-Подольск» (2006), «Авангард» Подольск (2008—2010), «Приалит» Реутов (2011).
За «Металлург» Красноярск провёл 9 игр в первой лиге-1996. В восточной зоне второго дивизиона-2006 сыграл в 8 матчах за «Металлург-Кузбасс» Новокузнецк.
В 1999 сыграл 14 игр в высшем дивизионе в составе «Сатурна» Раменское.
В составе «Витязя» выигрывал зональный турнир первенства КФК (2000) (плюс 3-е место на финальном турнире) и зону «Центр» Второго дивизиона (2007). Дважды становился лучшим бомбардиром зоны «Центр» Второго дивизиона: (2001 — 27 мячей, 2005 — 30 мячей). Лучший бомбардир в истории ФК «Витязь» (Подольск) — 119 голов во всех турнирах.